# Distretto di Omia
Il distretto di Omia è un distretto del Perù nella provincia di Rodríguez de Mendoza (regione di Amazonas) con 7.053 abitanti al censimento 2007 dei quali 604 urbani e 6.449 rurali.
È stato istituito il 5 febbraio 1875.